# Meydancık, Battalgazi
Meydancık là một xã thuộc huyện Battalgazi, tỉnh Malatya, Thổ Nhĩ Kỳ. Dân số thời điểm năm 2011 là 192 người.